# Petr Průcha (fotbalista, 1974)
Petr Průcha (* 19. září 1974) je bývalý český fotbalový útočník a fotbalový rozhodčí. Po skončení aktivní kariéry působí jako trenér na regionální úrovni.

## Fotbalová kariéra
V české lize hrál za FK Chmel Blšany. Nastoupil ve 23 ligových utkáních a dal 2 ligové góly. V nižších soutěžích hrál i za FK Mladá Boleslav, SK Spolana Neratovice, SC Xaverov Horní Počernice, FK Atlantic Slovan Pardubice a FK Mogul Kolín.

## Kariéra rozhodčího
Po konci profesionální fotbalové kariéry se krom amatérského fotbalu věnoval i rozhodcování.Nejvyšší metou pro něj byl jeden zápas v České fotbalové lize,kde pískal shodou okolností zápas Blšan,po kterém už ale nikdy nebyl delegován pro tuto soutěž. Většinou pískal krajské soutěže od Krajského přeboru po I.B třídu. Stále ještě píská na krajské úrovni.

## Trenérská kariéra
Svoji trenérskou kariéru začal v mládežnických kategoriích klubu RMSK Cidlina Nový Bydžov.Mezi dospělými začal v klubu FC Spartak Kobylice,pod kterým klub dosáhl historického postupu do I.B třídy Královéhradeckého kraje.I díky tomu byl následně angažován jako trenér FK Chlumec nad Cidlinou,který hledal náhradu za Jana Krause. Zde ovšem po výborné sezóně nevydržel a stěhoval se do klubu RMSK Cidlina Nový Bydžov, kde doteď trénuje A tým s dorostem. Jeho charakteristickým stylem je, že dává hodně prostoru mladým hráčům v kombinaci se zkušenými matadory, což přináší své ovoce.

## Ligová bilance
| Ročník                          | Zápasy | Góly | Klub                         |
| ------------------------------- | ------ | ---- | ---------------------------- |
| 2. česká fotbalová liga 1996/97 | 12     | 2    | FK Chmel Blšany              |
| 2. česká fotbalová liga 1997/98 | 26     | 10   | FK Chmel Blšany              |
| Gambrinus liga 1998/99          | 23     | 2    | FK Chmel Blšany              |
| 2. česká fotbalová liga 1999/00 | 14     | 8    | FK Mladá Boleslav            |
| 2. česká fotbalová liga 1999/00 | 11     | 0    | SK Spolana Neratovice        |
| 2. česká fotbalová liga 2000/01 | 25     | 7    | SC Xaverov Horní Počernice   |
| 2. česká fotbalová liga 2001/02 | 7      | 2    | FK Atlantic Slovan Pardubice |
| 2. česká fotbalová liga 2001/02 | 6      | 0    | FK Mogul Kolín               |
| CELKEM 1. liga                  | 23     | 2    |                              |